# Powiat Třebíč
Powiat Třebíč (czes. Okres Třebíč) – powiat w Czechach, w kraju Wysoczyna.
Siedziba powiatu znajduje się w Třebíčy. Powierzchnia powiatu wynosi 1 518,61 km², zamieszkuje go 116 855 osób (gęstość zaludnienia wynosi 76,98 mieszkańców na 1 km²). Powiat ten liczy 173 miejscowości, w tym 6 miast.
Od 1 stycznia 2003 powiaty nie są już jednostką podziału administracyjnego Czech. Podział na powiaty zachowały jednak sądy, policja i niektóre inne urzędy państwowe. Został on również zachowany dla celów statystycznych.

## Struktura powierzchni
Według danych z 31 grudnia 2003 powiat ma obszar 1 518,61 km², w tym:
- użytki rolne - 64,15%, w tym 87,35% gruntów ornych
- inne - 35,85%, w tym 75,67% lasów
- liczba gospodarstw rolnych: 1342

## Demografia
Dane z 31 grudnia 2003:
| Opis        | Ogółem  | Kobiety      | Mężczyźni    |
| ----------- | ------- | ------------ | ------------ |
| populacja   | 116 855 | 59 242 50,7% | 57 613 49,3% |
| średni wiek | 38      | 39,93        | 37,23        |

- gęstość zaludnienia: 76,98 mieszk./km²
- 53,24% ludności powiatu mieszka w miastach.

## Zatrudnienie
| Mieszkańcy ze stałym zatrudnieniem | 23 207       |
| Średnia pensja miesięczna          | 13 778 koron |
| Bezrobotni                         | 8 258        |
| Stopa bezrobocia                   | 14%          |

## Szkolnictwo
W powiecie Třebíč działają:
| Rodzaj szkoły                   | Liczba szkół |
| ------------------------------- | ------------ |
| Przedszkola                     | 74           |
| Szkoły podstawowe               | 63           |
| Gimnazja                        | 3            |
| Szkoły średnie techniczne       | 8            |
| Szkoły średnie ogólnokształcące | 7            |
| Szkoły wyższe                   | 1            |

## Służba zdrowia
| Lekarze                               | 334 |
| Szpitale                              | 1   |
| Specjalistyczne ośrodki terapeutyczne | 1   |
| Gabinety dentystyczne                 | 57  |
| Apteki                                | 22  |